# Phaedra (mythologie)
Phaedra (Oudgrieks: Φαίδρα) is een figuur uit de Griekse mythologie.
Phaedra is de jongere zus van Ariadne. Beiden zijn dochters van Minos van Kreta, de zoon van Zeus en Europa, en Pasiphaë, de dochter van Helios.
Ze huwt met Theseus en gaat naar Athene. Door Aphrodite wordt ze verliefd op Hippolytus, de zoon van Theseus. Wanneer Hippolytus weigert op haar avances in te gaan verhangt ze zich en laat een briefje achter waarin ze,  als wraak, hem  beschuldigt haar te hebben verleid.
Het personage Phaedra werd in de toneelliteratuur geïntroduceerd door Euripides, die haar een belangrijke rol gaf in het treurspel Hippolytus. Phaedra is ook de naam van een tragedie van Seneca. De Romeinse dichter Ovidius wijdde de vierde brief van zijn Heroides aan haar.  
Het stuk wordt in onze tijd vooral gespeeld in de versie van Jean Racine (Phèdre, 1677). Daarnaast heeft Jean-Philippe Rameau de opera Hippolyte et Aricie (1733) geschreven, gebaseerd op de tekst van Racine.